# Donja Bistra
Donja Bistra es una localidad de Croacia en el municipio de Bistra, condado de Zagreb.

## Geografía
Se encuentra a una altitud de 143 m s. n. m. a 24.1 km de la capital nacional, Zagreb.

## Demografía
En el censo 2011, el total de población de la localidad fue de 1 273 habitantes.
Según estimación 2013 contaba con una población de 1 446 habitantes.